# Fort royal de l'île Sainte-Marguerite
Pour les articles homonymes, voir Fort Royal.
Le fort royal est un fort édifié sur l'île Sainte-Marguerite, la plus grande des îles de Lérins, dans la rade de Cannes. Après le rachat du fort, en 1996, la ville de Cannes y a installé le Musée de la Mer de Cannes. Il y a aussi un centre international de séjour pour la jeunesse.

## Historique

### L'île durant l'Antiquité
L'île Sainte-Marguerite est occupée, au moins, dès le Ve siècle av. J.-C. Les fouilles réalisées dans les années 1970-1980 ont trouvé des fondations de bâtiments de cette époque.
Le nom antique de l'île Sainte-Marguerite est Léro. Ce nom devait venir d'une divinité locale, Lérôn, dont un sanctuaire lui est dédié sur l'île d'après Pline l'Ancien, citant Strabon. L'île Saint-Honorat se nommait Lérina.
Dans son Histoire naturelle (III, 79), Pline l'Ancien cite la ville de Vergoanum sur l'île de Lérina mais qui aurait disparu au Ier siècle.
Au Ier siècle, les Romains s'implantent sur l'ile. Les fouilles ont dégagé un ancien système de citernes romaines ainsi que des éléments d'un laconium romain (étuve sèche, comparable à un sauna).

### Origines du fort
Honorat d'Arles arrive sur l'île Lérina vers 410. Il entreprend d'y créer une abbaye.
La première histoire de l'abbaye, publiée en 1613, ne mentionne aucune fortification sur l'île Sainte-Marguerite. Pourtant, vers 1560, la congrégation réformiste de Sainte-Justine de Padoue et du Mont-Cassin qui avait entrepris de réformer l'abbaye de Lérins à partir de 1514, propose au roi de France de construire un fort sur l'île Sainte-Marguerite en lui abandonnant l'île contre la suppression de la commende du cardinal de Bourbon. Cette solution est proposée une seconde fois, vers 1600, par Guillaume du Vair, président du parlement de Provence. L'île Sainte-Marguerite appartient encore à l'abbaye de Lérins.

### Première fortification

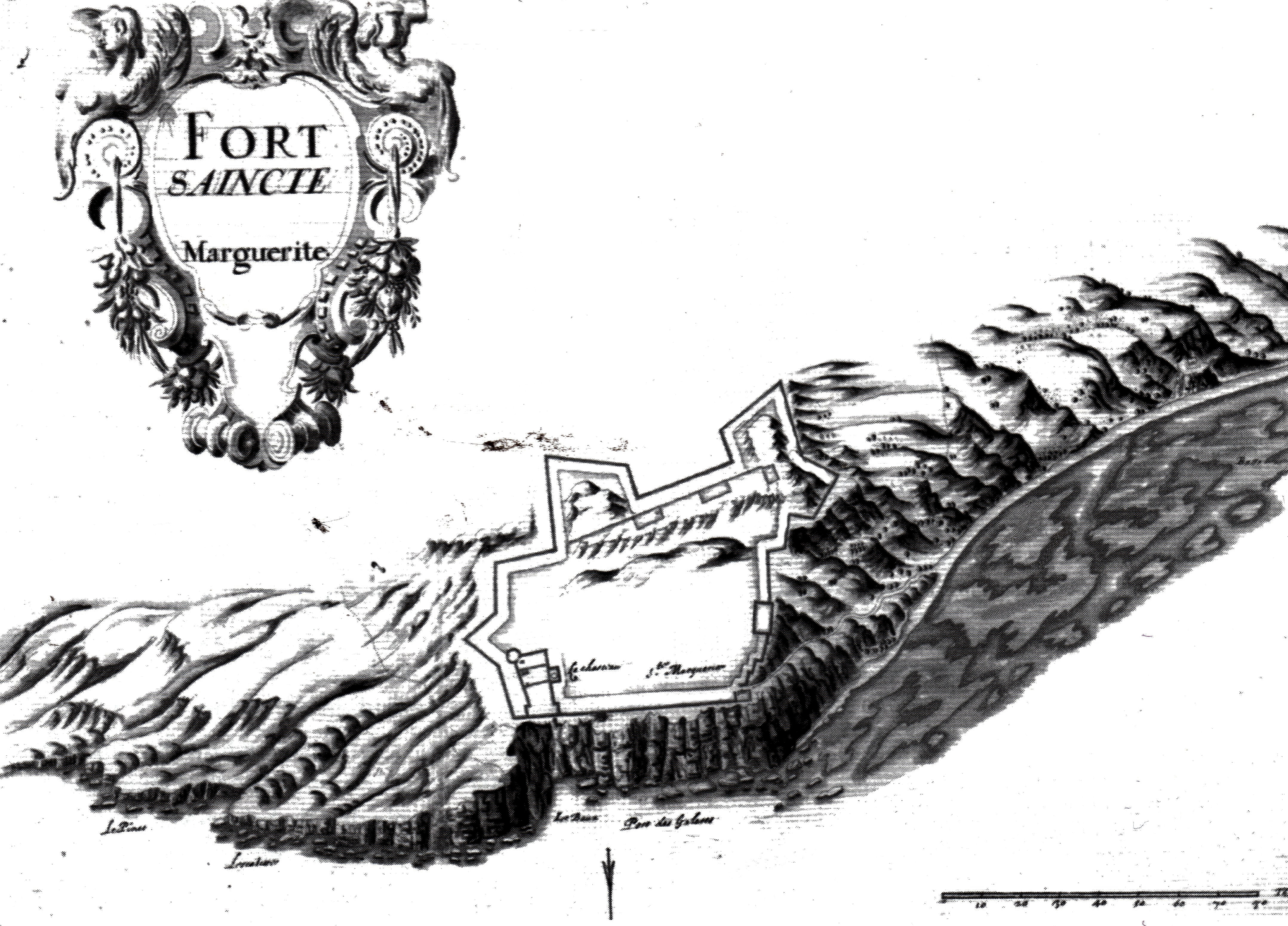
Le fort Saincte Marguerite
Le premier fort avec le manoir de Jean de Bellon, dessiné en 1632 par Jacques de Maretz

En 1612, Louis XIII rétablit la commende au bénéfice de Claude de Lorraine, frère cadet de Charles de Lorraine, lieutenant général du roi en Provence. Pour le désintéresser de la commende, les moines lui donnent l'île Sainte-Marguerite, et espèrent qu'il va fortifier l'île. En 1618, Claude de Lorraine cède l'île à son frère aîné, le duc de Guise. Ce dernier abandonne la plus grande partie de ses droits à Jean de Bellon pour 4 500 livres en se réservant un droit de rachat perpétuel.
Jean de Bellon se fait construire un manoir à l'emplacement des ruines de l'établissement du Bas-Empire romain, vaste plate-forme rocheuse au-dessus de la mer en face de la baie de Cannes et du cap de la Croix.
La fortification aurait été construite entre 1624-1627, peut-être sous les ordres de l'ingénieur du roi en Provence, Jean de Bonnefons (mort vers 1636), fils de l'ingénieur du roi Henri IV pour le Dauphiné et la Provence Raymond de Bonnefons (vers 1545-1607), concepteur des remparts d'Antibes. Le fort est représenté sur un relevé fait par Jacques de Maretz pendant une tournée qu'il fait en 1632 avec Henri de Séguiran à la demande du cardinal de Richelieu. On peut y voir la fortification bastionnée sur un plan trapézoïdal irrégulier, le château, la chapelle voûtée et les écuries sur les anciennes citernes romaines. Après une expertise de Séguran demandée par Richelieu, ce dernier fait construire la tour de Batiguier à la pointe ouest de l'île et une autre sur le littoral, au cap de la Croix, en face du fort, vers 1633-1634, le fort Croisette. Une nouvelle inspection est faite en 1634 par l'ingénieur Charles-Bernard Duplessis-Besançon. Il prévoit des réparations des fortifications, mais la France déclare la guerre à l'Espagne le 19 mai 1635 et entre dans la guerre de Trente Ans.

### Camp retranché espagnol des îles de Lérins et le nouveau fort

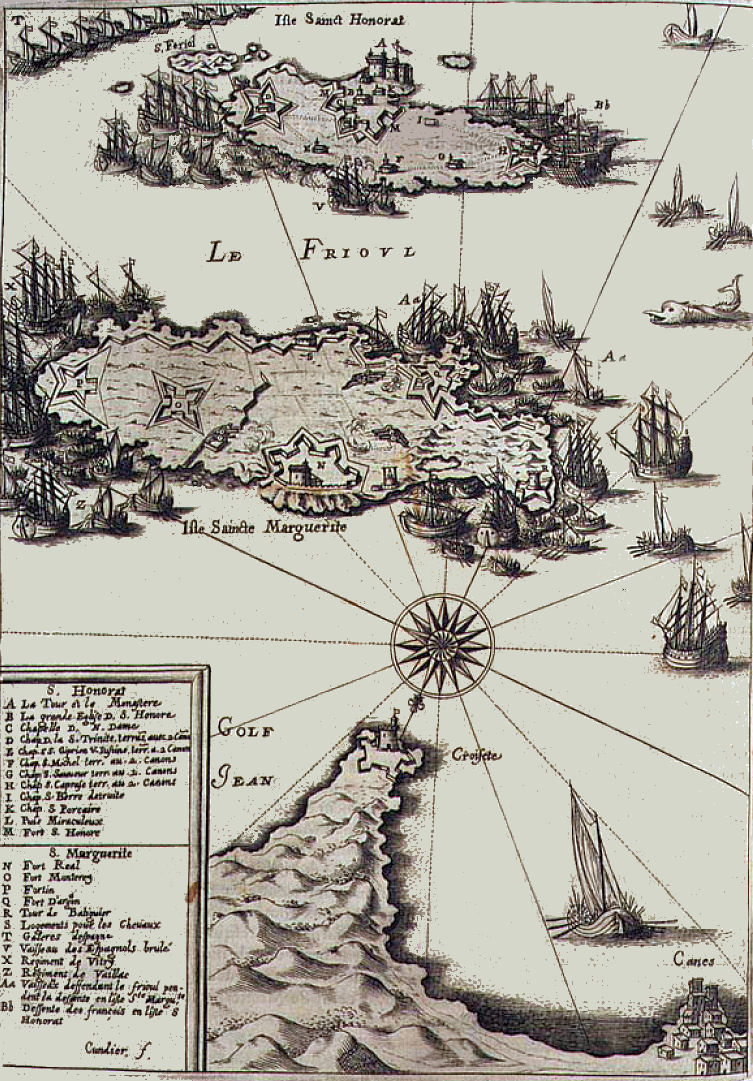
Gravure représentant le siège des îles de Lérins par les troupes françaises en 1637 et les différentes fortifications construites par les Espagnols à partir de 1635.
Sur le cap de la Croix se trouve le fort Croisette qui a donné son nom à La Croisette.
Chorographie ou description de Provence, tome 2, page 902 par Honoré Bouche (1598-1671)

Le 13 septembre 1635, une flotte espagnole de vingt-deux  galères, quatre brigantins, neuf galions arrive devant les îles de Lérins ; en débarquent 3 000 soldats et six canons, sous le commandement de trois gentilshommes, dont Álvaro II de Bazán (1571-1642), marquis de Santa Cruz. Le fort capitule ainsi que la tour de l'île Saint-Honorat.

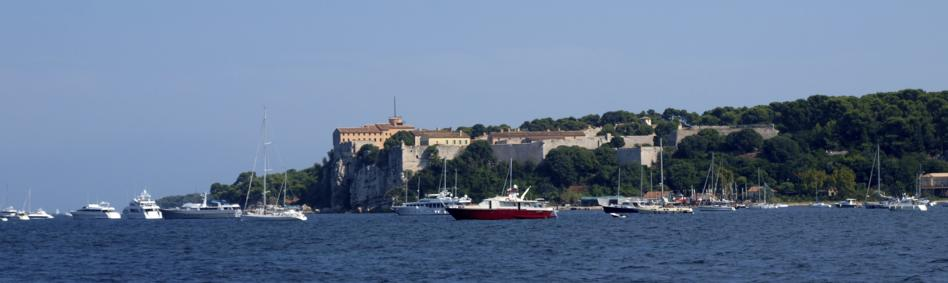
Le fort vu de la rade de Cannes

Les Espagnols vont alors commencer une importante campagne de fortification des îles. Ils ont construit deux forts, un à la pointe sud-ouest, appelé fort d'Aragon, l'autre au tiers est de l'île, nommé fort Monterey. Un fortin avec tenaille est construit à la pointe est. La plus grande partie de ces fortifications était composée de terrassements sans revêtement maçonné. Le fort français est reconstruit suivant un plan portant la signature de El Ing(enior) Honofre Ant(onio) Gisolfo et reprenant en pointillés le plan de fort construit en 1627. Le nouveau fort comporte une enceinte pentagonale avec trois bastions sur le front côté terre et deux courtines de l'enceinte, au sud, avec fossé et chemin couvert. Les deux pans de l'enceinte situés de part et d'autre du front de terre comprennent une courtine et se terminent côté mer sur des demi-bastions. Le dernier côté de l'enceinte, le long de la mer, base du pentagone et ayant environ 110 m de longueur, est peu modifié. Ce plan semble inspiré par la forteresse de la Mamora ou San Miguel de Ultramar, au Maroc, réalisée par l'ingénieur espagnol Cristobal de Rojas (1555-1614) en 1614. Contrairement au plan, le demi-bastion nord-ouest n'est pas construit.
Une vue réalisée en 1647 probablement de François Blondel, alors ingénieur militaire, montre l'état du fort construit par les Espagnols. La maçonnerie du fort est terminée, une porte côté terre a été ajoutée, protégée par une demi-lune, la porte côté ouest est terminée. Le manoir de Jean de Bellon est devenu le logis du gouverneur, deux groupes, disposés en angle droit, de deux bâtiments parallèles servent de casernement et forment une place d'armes. Un puits a été creusé probablement par les Espagnols près de la courtine est. Une église est représentée.

### Bataille des îles de Lérins
Richelieu, Grand Maître, chef et surintendant général de la navigation et commerce de France depuis 1626, gouverneur et amiral de Bretagne depuis 1631, amiral de Provence de fait depuis 1633, gouverneur de Brouage, du Havre, de Brest, de Belle-Isle, général des galères depuis le rachat de la charge aux Gondi en 1635, avait entrepris de doter la monarchie française d'une marine royale.
Après la prise des îles de Lérins, le cardinal de Richelieu monte une flotte hétéroclite de 39 bâtiments montée de 7 500 hommes et 400 canons. Cette flotte est placée sous le commandement de d'Harcourt, surnommé le « Cadet la Perle » parce qu'il porte une perle à son oreille gauche, conseillé par le cardinal de Sourdis (1594-1645). Cette flotte est divisée en trois escadres :
- l'escadre de Bretagne, sous les ordres du commandeur Des Gouttes, chevalier de Malte, et qui comprend le plus gros navire de la flotte, le Saint-Louis, de 1 000 tonneaux. D'Harcourt et le cardinal de Sourdis sont à son bord ;
- l'escadre de Guyenne, sous les ordres de M. de Mantin, à bord de l'Europe, vaisseau de 500 tonneaux ;
- l'escadre de Normandie, sous les ordres de Jacques Le Roy, dit Dumé ou Du Mé, sieur d'Aplemont (originaire du Havre ou de Guyenne, vers 1595- Curaçao, 1673)[4], commandant de bateau havrais, à bord de la Magdelaine, vaisseau de 300 tonneux seulement. C'est dans cette escadre que se trouve le navire la Neptune de 200 tonneaux commandée par Abraham Duquesne[5].

Le 23 juin 1636 cette flotte appareille de Belle-Isle et franchit le détroit de Gibraltar le 16 juillet pour se joindre aux bateaux placés sous le commandement de Jean-Louis du Mas de Castellane, baron d'Allemagne. La campagne de 1636 est infructueuse à cause des querelles incessantes entre les officiers. D'Harcourt en vient aux mains avec le cardinal de Sourdis qui de conseiller se prétend le générallissime à la mer. Sourdis se dispute avec le maréchal de Vitry (1581-1644), gouverneur de Provence, qui se veut générallissime à terre, Le baron d'Allemagne avec le bailli de Forbin... Richelieu fait part de son grand déplaisir à ses commandants si stériles et chicaniers.
Après avoir hiverné, la flotte du cardinal de Sourdis appareille en février 1637. Elle porte une première attaque en Sardaigne, le 24 février, avec la prise d'Oristano, mais doit rembarquer à la suite d'une riposte espagnole. 
La bataille des îles de Lérins commence le 24 mars 1637 avec le siège des îles et le début de l'attaque des cinq forts espagnols.
Après 45 jours de siège, manquant d'eau potable, les Espagnols de l'île Sainte-Marguerite capitulent le 12 mai et ceux de l'île Saint-Honorat le 13 mai. Mgr de Sourdis célèbre une messe d'action de grâces avec Te Deum le 14 mai.

### Fort Royal
Les Français vont abandonner les fortifications espagnoles sauf le fort. En 1639, Richelieu nomme un gouverneur militaire, Charles de Pechpeyrou-Comminges de Guitaut, lieutenant de vaisseau ayant participé au siège et commandeur de Malte. Il a conservé la charge jusqu'en 1649, date à laquelle il se démet au profit de son neveu Guillaume de Guitaut.
Vers 1650, des projets de renforcement du fort par les dehors sont présentés par François Blondel et Pierre de Bonnefons, fils de Jean de Bonnefons, ingénieur des fortifications en Languedoc et Provence. Ce dernier reprend une disposition qu'il avait adoptée pour l'enceinte urbaine d'Antibes en ajoutant des demi-lunes
La construction des deux demi-lunes est faite au milieu du XVIIe siècle, ainsi que la porte du front de terre appelée porte Royale. La porte est masquée par une demi-lune. On accède à la porte Royale par des ponts à piles maçonnées et à la porte côté ouest, appelée porte Marine, par un ouvrage triangulaire reprenant une proposition de Blondel.
Le plan réalisé en 1679 montre les dispositions des casernes qui n'ont plus été modifiées. Au sud, sont représentés l'église et le magasin à poudre.

### Projets de Vauban
Vauban fait une première visite au fort en 1682. Il trouve le fort «beau, assez grand et bien revestu». Il propose quelques perfectionnements avec la construction d'un demi-bastion pour protéger la porte Marine, d'achever l'escarpe et les fossés des demi-lunes, de perfectionner le chemin couvert et de faire le glacis. Il propose de transformer le puits en citerne et de placer le magasin à poudres dans le vide d'un bastion. Il demande d'améliorer l'artillerie du fort.

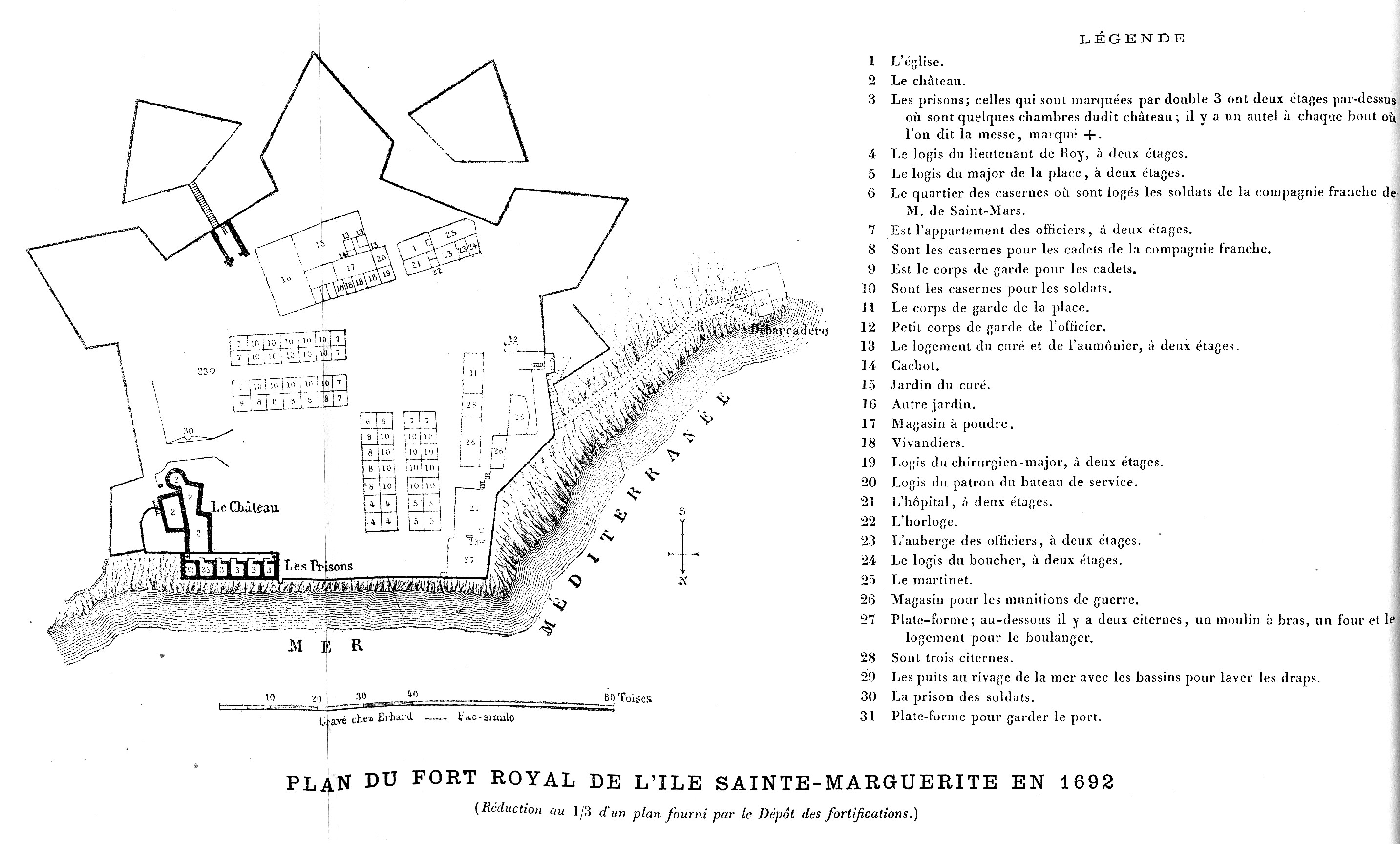
Plan du fort royal de l'île Sainte-Marguerite en 1692 (Facsimile de 1873)

À sa nouvelle visite, en 1692, il constate qu'aucune de ses propositions n'a été réalisée. Il demande à Antoine Niquet (1636-1726), directeur des fortifications pour la Provence, de rédiger un nouveau projet. Les travaux reprenant les propositions de Vauban sont commencés en juin 1693 par un entrepreneur antibois.
En 1700, Vauban fait un dernier état des améliorations à apporter au fort, «plusieurs fois proposées sans effet». Vauban indique que la transformation du puits en citerne a été faite.
Le 5 novembre 1703, Antoine Niquet écrit dans une lettre «… il y a bien d'autre chose à faire à cette place pour la mettre en état de deffence mais à quoy bon ?… elle ne garde ni port ni rade… elle n'est par conséquent bonne à rien, son entretien, sa garnison sont à charge de l'État».

### Autres modifications

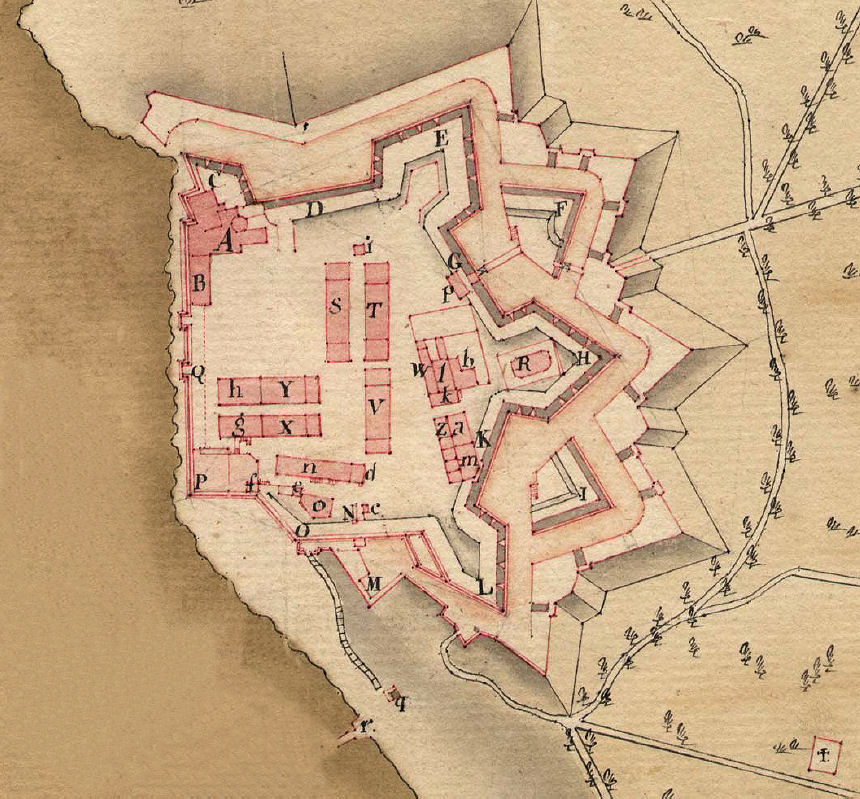
Le fort Sainte-Marguerite en 1775
A : Manoir de Jean de Bellon, puis logis du gouverneur
B : Prisons
C : Demi-bastion Lorraine
D : Courtine
E : Bastion des lapins (ou de Sourdis)
F : Demi-lune royale
G : Courtine et porte Royale
H : Bastion Royal
I : Demi-lune de Richelieu
K : Courtine
L : Bastion Richelieu
M : "Tenaille" Guitaut
N : Porte Marine
O : Redent du fort
P : Plate-forme aux citernes
Q : Batterie à barbette
R : Magasin à poudres
S, T, V, W, X, Y, Z : Casernes
a : paroisse
i : citerne en forme de puits

En 1720, le directeur des fortifications, Paul-François de Lozière d'Astier, fait ajouter une aile de casernes semblable aux quatre autres. Ces casernes vont être désignées du nom d'un saint patron à partir des années 1750 : sur la place d'armes, Saint-Honorat, Saint-Hilaire, Saint-Cézaire, Saint-Urbain, Saint-Macaire, et Saint-Vincent, Saint-Maximin pour celles près de l'église.
Dans un mémoire du 15 juillet 1751, l'ingénieur territorial Légier du Plan constate le mauvais état du fort et constate qu'il «n'a d'autre utilité que celle de renfermer des prisonniers, il ne protège aucune habitation, ny port… et l'on a de la peine à comprendre quels ont été les motifs de son établissement…». Par ailleurs, il rappelle que pendant la guerre de Succession d'Autriche les habitants les plus riches de Cannes se sont réfugiés dans le fort qui a alors été attaqué par les austro-sardes et des navires anglais, en 1746, pour se faire un butin et le fort avait dû se rendre. La garnison s'est rendue le 20 décembre 1746 aux troupes austro-sardes commandées par le général Broun. Le fort est occupé par les grenadiers des gardes piémontaises et des troupes autrichiennes. L'île est reprise le 26 mai 1747 par le chevalier de Belle-Isle.
Un nouveau projet d'amélioration est proposé  en 1764 par le lieutenant général Pierre Bourcet de La Saigne et l'ingénieur Légier fils. Le projet est ajourné, mais à nouveau présenté en 1774 par l'ingénieur du génie de Caux qui le justifie ainsi : «le fort Sainte-Marguerite deviendrait nuisible si l'ennemi venoit à s'en emparer. Il faut donc, ou le raser, ou le rendre respectable aux ennemis...». On répare les parapets, les embrasures, les revêtements intérieurs et extérieurs en 1775.
D'autres projets sont présentés en 1782 et 1792, sans suite. Un mémoire de 1816 dresse la liste des travaux prioritaires.

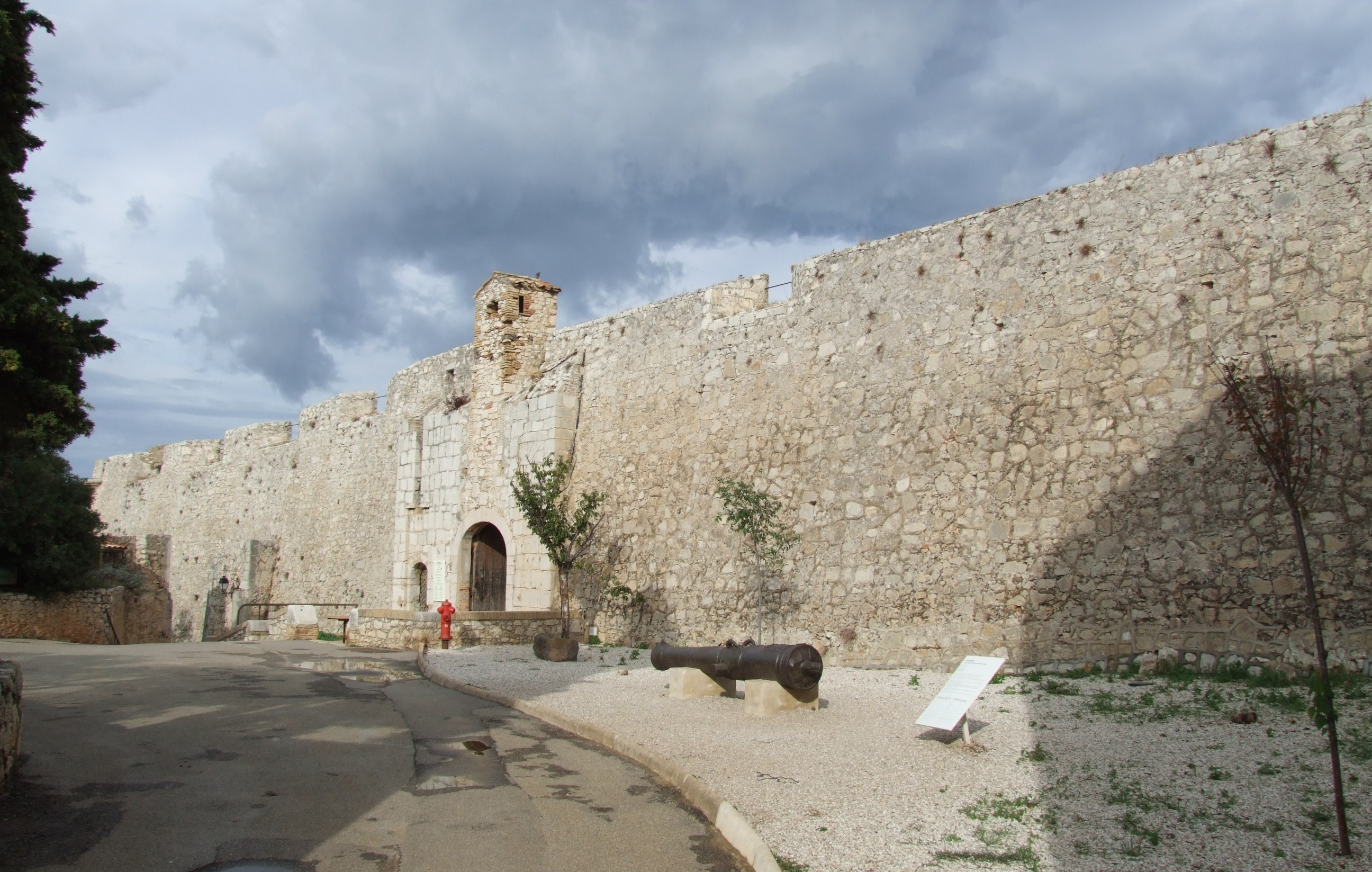
La porte Marine accessible par la route

En 1828, on étudie la possibilité de rendre carrossable le chemin conduisant à la porte Marine qui n'est accessible que par mouillage, puis par une rampe et un escalier. La route actuelle est construite en 1839.
En 1838, le comité adopte le principe de la suppression de la porte Royale. En 1841, proposition de transformer le passage vers la porte en abri et la porte en poterne. Cette modification est faite en 1843.
La commission des batteries de côte décide en 1841 d'aménager une batterie de quatre grosses pièces dans le bastion Richelieu. La batterie a été réalisée vingt ans plus tard.
En 1862, la tour du château est transformée en sémaphore.

### Prison d'État
En 1685, il est décidé d'installer une prison d'État dans le fort. Une aile des prisons, perpendiculaire au logis du gouverneur et le long du front de mer, est construite entre mai 1689 et octobre 1691 sous le contrôle de l'ingénieur Jean-Louis de Cayron par des entreprises d'Antibes.
Bénigne Dauvergne de Saint-Mars est nommé gouverneur du fort en 1687. Il vient sur l'île avec son prisonnier le plus célèbre, l'homme au masque de fer.
Après la révocation de l'édit de Nantes, le fort est l'une des quatre prisons royales des bords de la Méditerranée avec le fort de Brescou à Agde, la tour de Constance à Aigues-Mortes et le château d'If à Marseille, où pour “crime de religion", des protestants sont enfermés aux XVIIe et XVIIIe siècles. Le “Mémorial huguenot” garde la mémoire des six pasteurs protestants qui y furent incarcérés. 
Le fort est alors gardé par trois compagnies de soldats invalides. Les soldats étant autorisés à se marier, il va progressivement se constituer une population civile autour du fort.
Le marquis de Jouffroy d’Abbans est retenu prisonnier dans le fort de 1772 à 1773 à la suite d'une rivalité amoureuse avec le comte d'Artois. Ce serait en voyant des galères manœuvrant devant l'île qu'il aurait imaginé son Pyroscaphe, bateau mu grâce à la vapeur.
La prison d'État est supprimée pendant les premières années de la République et devient prison militaire.
Sous l'Empire, la prison a accueilli Antoine Omer Talon, en 1804, la duchesse d’Escars, vers 1807, pendant deux mois, l'évêque de Gand, Maurice de Broglie, en 1812, pendant dix mois.
En 1816, une centaine de Mamelouks de la Garde impériale de Napoléon sont envoyés sur l’île pour éviter qu'ils soient massacrés par la population marseillaise.
Le château est restauré entre 1833 et 1837 pour lui permettre de recevoir 160 condamnés.
Après la prise de la smala de l’émir Abd el-Kader, en 1843, près de 800 captifs dont des femmes et des enfants sont relégués sur l'île.
Près de 600 soldats autrichiens sont internés en 1859 après la bataille de Montebello. Le maréchal Bazaine y est emprisonné mais il réussit à s'évader le 10 août 1874, soi-disant en descendant des remparts avec une corde. En 1861, la batterie de la Convention est construite à la pointe orientale de l'île, et sert également de prison.
Le fort perd toute fonction carcérale au début du XXe siècle. L'armée a quitté le fort avant son classement au titre des monuments historiques.

## Mémorial huguenot
Dans le fort de l’île Sainte-Marguerite furent enfermés des protestants pour « crime de religion » aux XVIIe et XVIIIe siècles.
Depuis 1950, un mémorial huguenot aménagé dans une ancienne cellule rend hommage à six pasteurs protestants qui furent incarcérés à perpétuité dans le fort. Expulsés de France par la révocation de l'édit de Nantes, ils y étaient revenus clandestinement pour prêcher l'Evangile aux « fidèles sous la Croix ». Arrêtés à Paris, ils furent expédiés sur l'île pour y être détenus à vie dans des cellules construites spécialement à leur intention. En leur laissant la vie sauve (la mort était prévue dans leur cas), Louis XIV pensait obtenir leur conversion.
- Paul Cardel, pasteur à Rouen, arrive à Haarlem (Hollande), le 28 février 1686 à l’âge de 35 ans. Il rentre en France en 1688. Arrêté au chevet d’une malade, à Paris, le 2 mars 1689, il est envoyé à Sainte-Marguerite le 18 avril. Il y meurt, fou, le 23 mai 1694.
- Pierre de Salve, sieur de Bruneton, est né à Vergèze (Gard). En 1685, il étudie la théologie à Schaffhouse (Suisse) puis est nommé pasteur à l’Église wallonne d’Ardenbourg, le 25 décembre 1686. Il demande alors un congé pour « affaires importantes ». Arrêté à Paris, le 10 janvier 1690, il est transféré à Sainte-Marguerite le 15 janvier. On a conservé de lui le sermon « Christ m’est gain à vivre et à mourir ».
- Gabriel Mathurin, dit Lestang, est originaire d’Uzès. Il est nommé pasteur à Arnhem (Hollande) en 1687. Il est arrêté à Paris le 18 avril 1690, à l’âge de 50 ans, incarcéré à Sainte-Marguerite et libéré en 1715. Il meurt en Irlande en 1718.
- Mathieu de Malzac, né à Uzès en 1657, étudie à Genève. Il est pasteur à La Bastide (Bas-Languedoc) puis à Rotterdam en 1686. À partir de 1689, il exerce son ministère entre Paris et Lyon. Arrêté en 1692, il est emprisonné à l’île Sainte-Marguerite. Pontchartrain, ministre de Louis XIV, demande qu’il soit traité avec humanité. Cette recommandation lui vaut le privilège exceptionnel d’une promenade de 2 heures. Il meurt dans sa prison, le 15 février 1725, après 33 ans de captivité.
- Elisée Giraud, de Bergerac, figure sur une liste dressée à Rotterdam. Il passe d’Angleterre en Hollande puis à Paris. Enfermé deux ans à Vincennes, il est transféré à Sainte-Marguerite le 16 août 1693.
- Jean Gardien Givry, né à Vervins en 1647, est nommé pasteur à Sedan, Montpellier, Nîmes puis Plymouth pendant 5 ans. Il rentre en France en 1691 et tient des assemblées, notamment à Saint-Quentin, La Boîte à Cailloux et Château-Thierry. Il est arrêté le 3 mai 1692 et incarcéré pendant deux ans dans le donjon du château de Vincennes. Il est ensuite transféré, avec Elisée Giraud, au fort de Sainte-Marguerite où il mourut[7].

## Fouilles archéologiques, ouverture du musée de la Mer
Des fouilles archéologiques sont entreprises sur l'île à partir de 1973. Le bâtiment principal du fort accueille les résultats des fouilles archéologiques sous-marine et terrestre. Un musée de la Mer est ouvert en 1978. La ville de Cannes achète le fort royal en 1996. Le fort est classé au titre des monuments historiques le 27 juillet 1927.

### Canon l'Inconnu

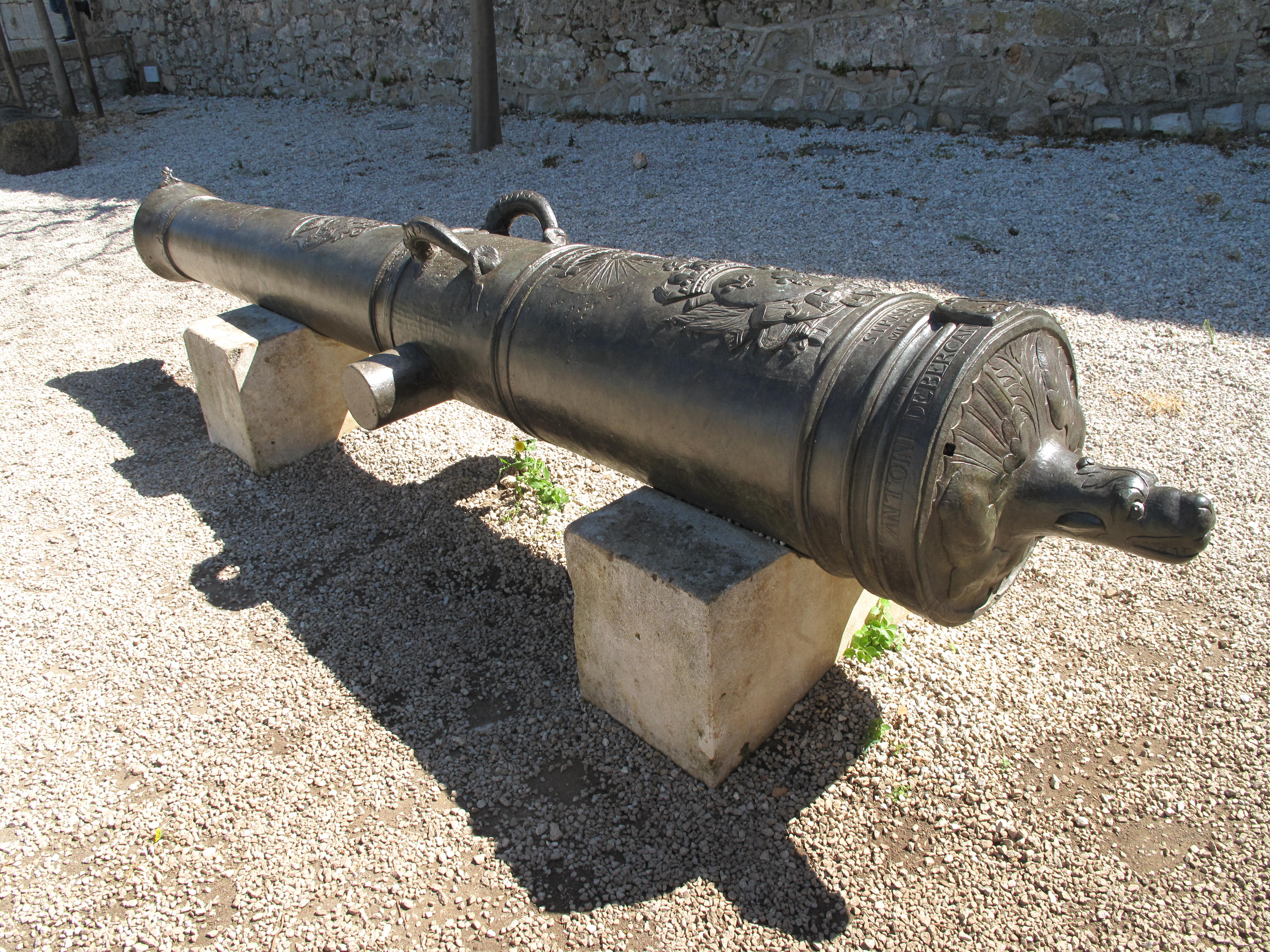
Canon l'Inconnu

Ce canon classique français a été découvert en mer en 1995 au nord de l'île Sainte-Marguerite par 41 m de fond, par Pierre Gabrielle et Henri Mielloux. Il a été fondu en 1715 à Strasbourg par Antoine de Bercan, commissaire aux fontes. Il est en bronze, d'un calibre de 24 livres. Longueur : 3,68 m. Poids : 2,800 kg. Il porte la devise Ultima ratio regum (= le dernier argument des rois) et les armoiries de ses commanditaires :
- Louis XIV (1638-1715), mort cette année-là, symbolisé par l'emblème du Roi-Soleil et la devise Nec pluribus impar (=Supérieur à tous)
- Son fils, Louis-Auguste de Bourbon (1670-1736), duc du Maine, Grand Maître de l'artillerie.

Destiné aux armées du roi, ce canon est du style classique, introduit dans l'artillerie à partir de 1666 : richesse ornementale (fleurs de lis, dauphins, trophées à l'antique...), proportions équilibrées, et perfections techniques qui en font une véritable œuvre d'art. Conçu pour la tactique de siège, il pouvait envoyer un boulet en fer de 12 kg à environ 4 km. Mais il n'était réellement efficace qu'en tir tendu dont la portée avoisinait seulement 500 mètres environ.

### Restauration
Dans le cadre de la Mission patrimoine 2024, une aide d'un montant de 300 000 euros est allouée pour participer à la restauration de ce fort qui est visité par 80 000 visiteurs par an.